# Санта Марија деј Сабиони (Кремона)
Санта Марија деј Сабиони је насеље у Италији у округу Кремона, региону Ломбардија.
Према процени из 2011. у насељу је живело 350 становника. Насеље се налази на надморској висини од 59 м.